# Melodía

Figura 1. Un compás de la Fuga n.º 17 en la bemol, BWV 862 del Clave bien temperado de Bach,
Es un ejemplo de polifonía contrapuntística a 4 voces. Las dos voces (melodías) que hay en cada pentagrama pueden distinguirse gracias a la dirección de las plicas de las figuras.
,
,
,
, por separado.

Una melodía es una sucesión de sonidos que es percibida como una sola entidad. Se desenvuelve en una secuencia lineal, es decir, a lo largo del tiempo, y tiene una identidad y significado propio dentro de un entorno sonoro particular.
En su sentido más literal, una melodía es una combinación de alturas y ritmo, mientras que en sentido más figurado, el término en ocasiones se ha ampliado para incluir las sucesiones de otros elementos musicales como el timbre. Se puede considerar que la melodía es el primer plano respecto del acompañamiento de fondo. Pero una línea melódica o una voz no es necesariamente una melodía en primer grado. En si la melodía se conforma de ritmos, sonidos, alturas, etc.

## Etimología
Este vocablo llegó al español proveniente del bajo latín «melodia». Este término latino, a su vez, provenía del griego μελῳδία [melōdía] que significaba "canto coral" y era una palabra compuesta de μέλος [melos] que significa "canción, tonada, música, miembro de una tonada, parte de un grupo" y ἀοιδή (cuya contracción es ᾠδή [ōdḗ]) que quiere decir "canto, canción".

## Historia
Desde el siglo XIII hasta el siglo XVI, la música occidental se denomina más precisamente la polifonía y la música modal, y su proceso compositivo se denomina contrapunto. Una pieza musical de este periodo, puede considerarse una superposición de melodías, cada una de las cuales es interpretada por las diferentes partes del conjunto.
Después del Renacimiento, la música es armónica y su proceso compositivo es el sistema tonal. Con esta nueva técnica, una parte se distingue de las demás para interpretar la línea melódica principal (o simplemente la melodía), que suele estar situada en la parte superior del edificio. En este nuevo sentido, la melodía se opone al bajo continuo y a las diversas partes intermedias que constituyen el acompañamiento de la línea principal, acompañamiento que puede sintetizarse en una serie de acordes. Esto se conoce como melodía de acompañamiento.

## Descripción
Las melodías suelen estar formadas por una o más frases o motivos musicales y generalmente se repite a lo largo de una canción o pieza musical en diversas formas. Las melodías también pueden ser descritas en función de su movimiento melódico o las alturas o los intervalos entre alturas (sobre todo conjuntos o disjuntos o con restricciones), la gama tonal, la tensión y la relajación, la continuidad y la coherencia, la cadencia y la forma.
La melodía parte de una base conceptualmente horizontal, con eventos sucesivos en el tiempo, y no vertical, como sería en un acorde donde los sonidos son simultáneos. Sin embargo, dicha sucesión puede contener cierto tipo de cambios y aun ser percibida como una sola entidad. Concretamente, incluye cambios de alturas y duraciones, y en general incluye patrones interactivos de cambio y calidad. 
La melodía es una sucesión de sonidos, que normalmente sigue un esquema armónico.

### Elementos
Dada la cantidad y variedad de elementos y estilos de melodía «muchas explicaciones [de melodía] existentes nos confinan a un modelo de estilo específico y estos son demasiado exclusivos».
Paul Narveson afirmó en 1984 que más de tres cuartas partes de los temas melódicos no han sido explorados completamente.
Las melodías existentes en la mayor parte de la música europea escrita antes del siglo XX, y de la música popular en el siglo XX, se caracterizan por «patrones de frecuencia mezclados y fácilmente discernibles», que recurren a «eventos, a menudo periódicos, en todos los niveles de estructuras» y a «recurrencia de duraciones y patrones de duración»...

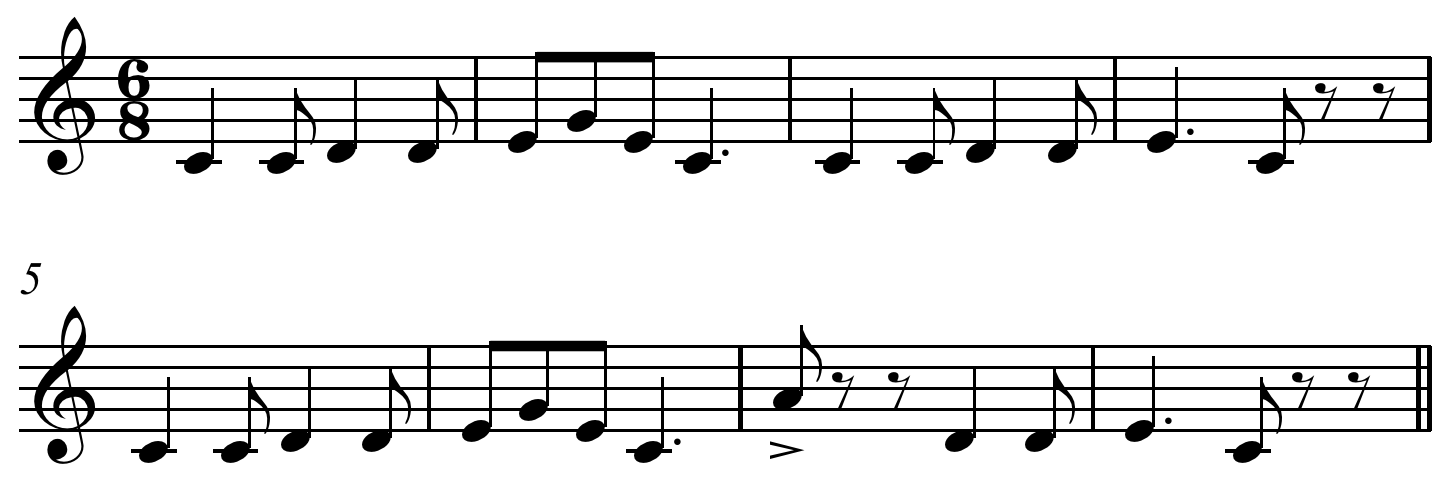
Figura 2. Melodía medieval inglesa Pop Goes the Weasel.

Las melodías en la música clásica del siglo XX han «utilizado una mayor variedad de alturas de lo que había sido la costumbre en cualquier otro periodo histórico de la música occidental». Mientras que la escala diatónica todavía seguía siendo empleada, la escala de doce tonos se pasó a ser «ampliamente utilizada».
Los compositores además asignaron un rol estructural a las «dimensiones cualitativas» que previamente habían sido «reservadas casi exclusivamente para la altura y el ritmo». En palabras de Kliewer «los elementos esenciales de cualquier melodía son la duración , la altura, la cualidad (timbre), la textura y la intensidad». Sin embargo, en la práctica la misma melodía puede ser reconocible incluso cuando es interpretada con una gran variedad de timbres y dinámicas.

### Ejemplos
Los diferentes estilos musicales utilizan la melodía de muy diversas maneras. Por ejemplo:
- En el jazz los músicos utilizan el término lead ("principal") o head ("cabeza") para referirse a la melodía principal, que se utiliza como punto de partida para la  improvisación.

- En la música rock, la música melódica y otras formas de música popular y música folclórica tienden a escoger una o dos melodías -estrofa y estribillo- y aferrarse a ellos. Pueden darse muchas variaciones en el fraseo y las letras.

- La música clásica india se basa en gran medida en la melodía y el ritmo, y no tanto en la armonía, ya que esta música no contiene cambios de acordes.

- La música de gamelán balinés utiliza a menudo complicadas variaciones y alteraciones de una sola melodía que se tocan simultáneamente. Este tipo de textura musical se denomina heterofonía.

- En la música clásica europea, los compositores suelen introducir una melodía inicial o tema para crear más tarde variaciones. La música clásica a menudo consta de varias capas melódicas, llamadas polifonía, que se muestra en formas como la fuga, un tipo de contrapunto. A menudo, las melodías se construyen a partir de motivos o fragmentos melódicos cortos, como el inicio de la Quinta Sinfonía de Beethoven. Por su parte, Richard Wagner popularizó el concepto de leitmotiv, que es un motivo o melodía que se asocia con una determinada idea, persona o lugar.

- En la mayor parte de la música popular y la música clásica perteneciente al período de la práctica común, la altura y la duración son elementos de importancia primordial en las melodías. Mientras que en la música clásica del siglo XX y XXI la altura y la duración han disminuido en relevancia y el timbre la ha ganado. Los ejemplos incluyen: 
  - La música concreta;
  - La melodía de timbres;
  - Ocho estudios y una fantasía de Elliott Carter que contiene un movimiento con una sola nota;
  - Otro ejemplo es el tercer movimiento del Cuarteto de cuerda de Ruth Crawford Seeger que data de 1931, (más tarde orquestada como Andante para orquesta de cuerdas) en que la melodía se crea a partir de un conjunto inalterable de alturas a través de "dinámicas disonantes";
  - La pieza Aventures de György Ligeti en la que las repeticiones fonéticas originan la forma lineal.

## Voz o parte
El concepto de melodía con frecuencia se relaciona con términos como voz o parte. 
Una voz o parte es la música interpretada por un solo  instrumento o  voz (o grupo de instrumentos o voces idénticas) dentro de una obra mayor, tales como una melodía. 
Una particella hace referencia a la copia impresa de la voz o parte de cada instrumento, a diferencia de la partitura, que contiene la música que han de interpretar todos y cada uno de los instrumentos de una agrupación musical. Por ejemplo, en un cuarteto de cuerda habría partes separadas para el primer violín, el segundo violín, la viola y el violonchelo, a pesar de que podría haber varias de cada instrumento, y por tanto, varias copias de cada parte.
Las partes pueden ser "parte externas", cuando se trata de las voces situadas en la parte superior e inferior; o bien "partes internas" cuando son aquellas que están en el medio. 
La escritura de partes es la composición de las voces teniendo en cuenta la armonía y el contrapunto. La melodía se puede distinguir de la armonía en el hecho de que la melodía puede ser descrita como "notas que se suceden en el tiempo" mientras que la armonía puede ser descrita como "notas que suenan a la vez". 
Una parte en la música de gaitas de las Highlands es una sentence. Por lo general, cada una de esas partes consta de cuatro frases musicales que duran uno o dos compases. Varias frases se combinan para producir tanto un párrafo así como una obra o melodía completa.
En un contexto polifónico el término voz se utiliza para designar una sola línea melódica o capa textural (ver Figura 1). El término es genérico y no pretende dar a entender que la línea debe ser necesariamente de carácter vocal, sino que hace alusión a la instrumentación o simplemente al registro.

## Características generales de las melodías
Aun cuando las características mínimas para considerar a una secuencia de sonidos como melodía se encuentran principalmente en función del contexto cultural del cual provienen, es posible enunciar ciertos elementos de carácter universal. Dichos elementos existen tanto en el objeto musical en sí mismo (i.e., en términos físicos y estructurales), como en las relaciones que el objeto llegase a tener con entidades externas (e.g., sistemas perceptuales, detectores automáticos de melodías). Y estos dos (factores externos e internos), en combinación, están reflejados en las características estéticas definidas por los diferentes grupos sociales de manera arbitraria. 
Así, en términos físicos y estructurales, las precondiciones para definir una melodía son: 
- Tiene que ser una sucesión de notas.
- Tiene un carácter lineal.
- Debe contener sonidos de diferente frecuencia (i.e., altura).
- Tiene carácter protagónico en el contexto de la pieza.
- Está intrínsecamente relacionada al ritmo.
- Es una entidad conformada por una secuencia de motivos enlazados.
- El contexto (rítmico y armónico) debe de estar siguiendo la melodía.
- Debe oscilar en torno a un centro definido teóricamente (e.g., tonal, atonal o modal).
- Es el bosquejo principal de una pieza.

Y en términos perceptuales: 
- Debe proveer una sensación de inicio y fin (como una unidad).
- Debe transmitir una idea.
- Debe ser fácil de recordar y/o reconocer.

En términos estéticos, desde una perspectiva occidental: 
- Debe de tener patrones interactivos de cambio y calidad.
- Debe mostrar coherencia interna.

## Cuestiones jurídicas
Dado que la melodía es objeto de protección de derechos de autor, las leyes y la jurisprudencia se ocupan de ella en todo el mundo. La creación de una melodía constituye una propiedad intelectual, es decir, una propiedad intangible, que no puede ser vulnerada por nadie. Desde el punto de vista jurídico, una melodía debe tener características creativas. Es una secuencia de notas autocontenida y ordenada, que en sí misma tiene peculiaridad creativa por ejemplo en el sentido de párrafo 2 Ley de Derechos de Autor de Alemania  y al menos cumple los requisitos de la llamada moneda pequeña - como parte de una obra que apenas puede protegerse bajo la ley de derechos de autor. Así, por ejemplo, un solo sonido, una sola señal o incluso un mero ritmo -aislado de una melodía- no están protegidos, pero sí lo están los extractos de sonidos si sus componentes son melodías en el sentido del de la Ley antedicha.
La protección de las melodías que consagra comprende la prohibición de basar otra obra en una melodía ya protegida (criterio objetivo) y un aspecto subjetivo, según el cual el compositor de la nueva obra conocía la obra más antigua y se basó en ella para su creación. Según el derecho alemán, sólo las similitudes casuales de las melodías no están cubiertas por la protección de las melodías. Sin embargo, en vista de la diversidad de posibilidades creativas individuales en el ámbito artístico, una coincidencia de gran alcance de las obras basadas en la creación independiente parece casi imposible según la experiencia humana. Este principio de experiencia debe asumirse en principio también para el ámbito de la creación musical. El hecho de que puedan existir similitudes casuales en la composición con pasajes melódicos ya protegidos queda así prácticamente excluido en la ley. Si hay similitudes sustanciales en el área melódica, la evidencia prima facie habla a favor de una toma no autorizada. La doble creación constituye, pues, una excepción. Esta llamada protección de la melodía protege una secuencia creativa de notas hasta la entrada en dominio público, e incluso la extracción inalterada de la melodía en el sentido de uso libre de las obras según el artículo 24 (1) de la ley alemana no está permitida en este caso especial. Si se viola esta protección de la melodía, constituye un plagio, que puede dar lugar a reclamaciones por daños y perjuicios. En numerosas sentencias, el Tribunal Federal de Justicia (BGH) tuvo que pronunciarse sobre los casos de plagio como tribunal de última instancia, dejando el criterio objetivo de la protección de la melodía a los expertos musicólogos, porque las diferencias entre las obras musicales eran a menudo sólo marginales.